# Comitatul Lemhi, Idaho
Comitatul Lemhi (în engleză Lemhi County) este unul din comitatele din statul Idaho, Statele Unite ale Americii. Comitat Lemhi, a cărui prescurtare literală uzuală este LH - ID are codul FIPS și se găsește numerotat, pe listele USCB,  ca ocupând poziția 16 - 059 Arhivat în 17 iulie 2011, la Wayback Machine.).
Conform datelor culese de United States Census Bureau, populația comitatului fusese de 7.936 locuitori la data efectuării recensământului din anul 2010, 2010 United States Census. Cea mai mare localitate este orașul/municipalitatea și totodată sediul comitatului, Salmon. GR6

## Istoric
Fondat în anul 1869, comitatul a fost numit după așezarea Fort Lemhi (ori Limhi), o așezare mormonă (din anii 1855 - 1858) plasată departe de alte zone locuite pe teritoriile triburilor amerindiene Bannock și Shoshone.

## Demografie
|  | Graficele sunt indisponibile din cauza unor probleme tehnice. Mai multe informații se găsesc la Phabricator și la wiki-ul MediaWiki. |

Date: Wikidata - grafică realizată de Wikipedia